# Государственный ракетный центр
АО «Государственный ракетный центр имени академика В. П. Макеева» (АО «ГРЦ Макеева») — советский, российский разработчик баллистических ракет, один из крупнейших научно-конструкторских центров России по разработке ракетно-космической техники. Организация госкорпорации «Роскосмос».
Возглавляет группу компаний, состоящей из Миасского, Златоустовского, Красноярского машиностроительных заводов и НИИ «Гермес» (Златоуст).
Из-за вторжения России на Украину центр находится под санкциями всех стран Евросоюза, США и ряда других стран

## История
История предприятия начинается 16 декабря 1947 года, когда министр вооружения СССР Д. Ф. Устинов подписал приказ «О создании Специального конструкторского бюро по ракетам дальнего действия с лабораториями и опытным цехом на базе завода № 66». Новое конструкторские бюро разместилось на площадях бывшего оружейного завода № 385 (Златоуст), который в 1945 году был объединен с заводом № 66 и законсервирован. Для получения опыта работы в 1948 году группа из 45 человек была направлена в НИИ-88 (Калининград) на 9-месячную стажировку. В 1949 году бюро было выделено в отдельную организацию «СКБ-385», туда начали направлять молодых специалистов, и к концу года на предприятии работало 125 инженерно-технических работников (в их числе был К. П. Феоктистов).
В это же время проходили испытания ракеты Р-1, разработанной в НИИ-88 под руководством С. П. Королёва. Постановлением Правительства СССР для серийного производства этих ракет был выбран завод № 66. В марте 1950 года приказом министра на СКБ-385 были возложены работы по технической подготовке производства. Одновременно с конструкторскими и технологическими работами по началу серийного изготовления ракеты Р-1 СКБ разрабатывало проекты по облегчению ракеты для повышения дальности её полета и точности попадания в цель. Так были разработаны модификации с несущими баками из трехслойной оболочки с пластмассовым вспенивающим наполнителем и с применением клееной древесины (аналогично применяемой в авиации). На фоне начавшейся в 1950 году Корейской войны потребовалось ускорить начало производства ракет. Однако на Урале это требовало больших материальных и временных затрат. Поэтому в мае 1951 года было принято решение разворачивать производство на заводе № 586 (Днепропетровск). Из Златоуста туда была отправлена техническая документация, технологическое оснащение, задел агрегатов и полуфабрикатов.
С 1952 по сентябрь 1954 года в бюро разрабатывалась неуправляемая ракета 8Б51 для тактического комплекса 2К5 «Коршун». Ракета имела однокамерный жидкостный реактивный двигатель С2.260, разработанный в ОКБ-2 НИИ-88 под руководством А. М. Исаева. На конкурсе с аналогичной ракетой ЗР7, разработанной в ОКБ-3 НИИ-88, выиграла последняя и работы по этому проекту прекратились.
11 марта 1955 года главным конструктором КБ по предложению С. П. Королёва назначается В. П. Макеев. В том же году на СКБ-385 передается документация на ракеты Р-11, Р-11М и Р-11ФМ для дальнейшей разработки и постановки на серийное производство. Тогда же КБ переехало на новую площадку на северной окраине Миасса Челябинской области.
В середине 1950-х годов КБ машиностроения под руководством В. П. Макеева стало самостоятельно разрабатывать баллистические ракеты для подводных лодок. Были разработаны ракеты первого поколения: Р-11МУ, Р-13, Р-17, Р-21.
В 1960-70-х годах были разработаны ракеты второго поколения: Р-27, Р-29 и их модификации.
В 1966 году СКБ-385 было переименовано в «Конструкторское бюро машиностроения» (КБМ).
Разработка ракет третьего поколения началась с 1970-х годов. К ним относятся: Р-29Р, Р-29РМ, Р-29РМУ2.1, Р-39, Р-39УТТХ «Барк».
В 1993 году КБМ было присвоено название «Государственный ракетный центр (ГРЦ) „КБ им. академика В. П. Макеева“». 

В 2008 году предприятие преобразовано в ОАО «Государственный ракетный центр имени академика В. П. Макеева» (ОАО «ГРЦ Макеева»), 

с 2015 г. — АО «Государственный ракетный центр имени академика В. П. Макеева» (АО «ГРЦ Макеева»).
В конце ХХ — начале XXI века были разработаны ракеты Р-29РМУ2 «Синева», Р-29РМУ2.1 «Лайнер», «Скиф», «Сармат».
ГРЦ принимает участие в программах Российского космического агентства и создаёт системы и оборудование для народного хозяйства. В разных стадиях разработки находятся предназначенные для мирного использования ракеты-носители, использующие как традиционные способы старта (пуск из шахты подводной лодки и из наземной пусковой установки), так и способы старта ракет с поверхности моря, с надводного корабля или с самолёта. Такими ракетами являются ракеты-носители «Зыбь» (конверсионная модификация Р-27), «Волна» (Р-29), «Штиль» (Р-29РМ), «Русь-М».
ГРЦ участвует в разработке и самостоятельно создаёт малые космические аппараты (спутник Компас 2).

## Санкции
3 марта 2022 года, на фоне вторжения России на Украину, центр попал под санкции США в качестве ответа на «преднамеренную, неспровоцированную войну России против Украины», отмечая что «предприятие проектирует, разрабатывает и производит оружие, которое путинские военные используют для нападения на Украину». В частности, центр производит ракеты для российских военных.
19 мая 2022 года центр внесён в санкционные списки Великобритании за «действия, дестабилизирующие Украину или подрывающие или угрожающие территориальной целостности, суверенитету или независимости Украины». 1 апреля 2023 года центр внесён в санкционный список Украины в ответ на умышленное и неспровоцированное вторжение России в Украину.
23 июня 2023 года центр включён в санкционный список всех стран Евросоюза, так как «ракеты, произведённые им, используются в агрессивной войне России против Украины». Кроме того, АО „ГРЦ имени Макеева“ организует „патриотические“ концерты и сборы средств в поддержку российских солдат, воюющих в «агрессивной войне России против Украины». 21 февраля 2024 года центр включён в санкционный список Канады против организаций, связанных с военно-промышленным комплексом.
По аналогичным основаниям Государственный ракетный центр попал под санкции Швейцарии, Австралии и Новой Зеландии.

## Основные направления деятельности
- разработка новых морских ракетных комплексов;
- проведение опытно-конструкторских работ по модернизации основных систем ракетных комплексов;
- осуществление гарантийного и авторского надзора за процессом изготовления и эксплуатации морских ракетных комплексов;
- утилизация снятых с вооружения ракетных комплексов;
- создание коммерческих ракет-носителей лёгкого класса;
- предоставление услуг по запуску возвращаемых аппаратов по баллистическим траекториям и космических аппаратов на околоземные орбиты;
- проектирование и изготовление спутниковых платформ;
- разработка ракетно-космических комплексов нового поколения;
- создание низкоорбитальных и суборбитальных коммерческих и исследовательских КА;
- разработка электротранспорта, противопожарной техники, ветродизельных электростанций, оборудования для переработки сельскохозяйственной продукции, нефтепереработки, очистки воды, медицины, систем автоматизации и связи;
- проведение сертификационных испытаний ракетно-космической техники, продукции промышленного и гражданского назначения на лабораторно-экспериментальной базе ГРЦ;
- по заказу аэрокосмической корпорации «Воздушный старт» ведётся разработка авиационного ракетно-космического комплекса.

## Собственность и структура
Весь пакет акций компании принадлежит АО «Объединенная ракетно-космическая корпорация».
В 2009 году на основе Центра была создана группа компаний, в которой она стала материнской. В данную структуру входят Миасский, Златоустовский, Красноярский машиностроительные заводы и НИИ «Гермес» (Златоуст).

## Руководство
- Н. П. Полетаев — директор завода № 66 до января 1949 года[20].
- В. Н. Чужанов — исполняющий обязанности начальника предприятия до сентября 1949 года.
- М. П. Гарин — начальник предприятия до февраля 1952 года.
- Е. М. Ушаков — начальник предприятия до декабря 1957 года.
- Е. А. Гульянц — начальник предприятия до марта 1963 года.
- А. Я. Щербаков — исполняющий обязанности главного конструктора СКБ-385 до октября 1950 года.
- П. Н. Байковский — главный конструктор СКБ-385 до декабря 1954 года.
- М. И. Дуплищев — главный конструктор СКБ-385 до мая 1955 года.
- В. П. Макеев — главный конструктор (1955), начальник предприятия (1963), генеральный конструктор (1977).
- И. И. Величко — генеральный конструктор, начальник предприятия (1985)[21].
- В. Г. Дегтярь — генеральный конструктор, начальник предприятия (1998), генеральный директор (2004).
- М. С. Голунов — генеральный директор (2024)[22].

## Награды
- Орден Ленина (1975),
- Орден Октябрьской Революции (1984),
- Орден Трудового Красного Знамени (1961),
- Благодарность Президента РФ (2009), Почётная грамота Правительства РФ (2012)